# Hock Ernő
Hock Ernő (Mezőtúr, 1979. december 22. –) nagybőgős, dzsesszzenész.

## Iskolái
A mezőtúri Kossuth Lajos Általános Iskola zenei tagozatára járt. Hegedülni tanult tíz évig a mezőtúri Bárdos Lajos Alapfokú Művészeti Iskolában. Kereskedelmi szakmunkás bizonyítványt szerzett Mezőtúron, majd a gyomaendrődi Bethlen Gábor Szakközépiskolában 2000-ben leérettségizett. Tanulmányokat folytatott 2000-től Budapesten, beiratkozott az Erkel Gyula Zeneiskolába Újpesten, nagybőgőzni tanult Benkő Róbertnél, majd 2003-tól a budapesti Liszt Ferenc Zeneművészeti Egyetem dzsesszbőgő szakára járt.

## Zenei karrier
Már gyerekkorában is érdekelte a zene. A szülei is zenerajongók voltak; édesapjának Mezőtúron 2009-ig hanglemezboltja volt.  
Első zenekara a mezőtúri Magma együttes volt 1997-től, ahol basszusgitározott. 2000-ben Budapestre költözött, ahol megismerkedett a magyar jazzélet kiemelkedő személyeivel: Ágoston Bélával, Grencsó Istvánnal és Dresch Mihállyal, akikkel a mai napig folyamatosan játszik. Schilling Árpád által vezetett Krétakör Színház zenekarának is tagja volt. Jelenleg főleg a Zuboly, The Qualitons, a Dzsindzsa és a Jü nevű formációkban hallható.  
Egy ideig Berlinben élt, ahol lehetősége nyílt zenélni többek között Axel Dörnerrel, Rudi Mahallal, Jean Paul Bourellyvel. Emellett más olyan inspiráló, nagyszerű zenészek partnere is volt, mint Charles Gayle, Chris Potter, Kjetil Moster, Baló István, Kovács Zsolt, Rozmán Lajos, Víg Mihály, Mezei Szilárd és Szabados György. Kortárs zenészek közül játszott Kovács Lindával, Ávéd Jánossal, Csongrádi Gáborral, Weisz Gáborral, Bede Péterrel, Mihalik Ábellel, Rubik Ernővel és Mezei Szilárddal. 
Alapítótagja a The Qualitons együttesnek, amivel az utóbbi időben legnagyobb sikereket éri el.

### Hangszerei
- nagybőgő
- basszusgitár
- gitár
- hegedű
- dob

## Együttesei
- Magma
- Ágoston Béla Quartet
- Agostones
- Szilárd Mezei Septet
- Zuboly
- Grencsó Open Collective
- Dresch Quartet
- Fixi 4
- Ama
- Dzsindzsa együttes
- The Qualitons
- Jü
- Less Is More
- Párnicziky Quartet
- Rubik Ernő Quintet
- Szabó Balázs Bandája
- Gringo Sztár
- Mabon Dawud Republic
- Decolonize Your Mind Society

## Diszkográfia
- Agostones: Ördögbomba (2004)
- Zuboly: Értem a kujonságot (2006)
- Ama: Beat 1-2 (2007)
- Dzsindzsa együttes: Meconium (2007)
- Agostones: Dudapest Cirkusz (2008)
- The Qualitons: Soulbeat koncert 1 (2008)
- The Qualitons: Soulbeat koncert 2. (2009)
- The Qualitons: Panoramic Tymes (2010)
- Zuboly: Virágoztass engem (2010)
- Gringo Sztár: Pálinka Sunrise (2011)
- Dresch Quatet: Fuhun (2011)
- Alba Hyseni: Inner Mission (2011)
- Rubik Ernő Quintet: Plasms (2012)
- Rubik Ernő Quintet: Telling tales (2012)
- Szilárd Mezei Septet: Polar (2013)
- Szilárd Mezei Septet: Nút (2013)
- Dresch Quartet: Kapu és kert (2013)
- Jü: Meets Monster (2014)
- The Qualitons: Tomorrow’s News (2014)
- Less Is More: Lim-lom (2016)
- Zuboly: Örökzöld (2017)
- Zuboly: Busa 40 (Barázdabillegető) (2018)
- Zanzinger: Seasonal Winds (2018)
- The Qualitons:  Echoes Calling (2018)
- Párnicziky Quartet: Bartók Electrified (2018)
- Dzsindzsa együttes: Fuss (2018)
- The Qualitons: Kexek (2019)
- Grencsó Open Collective: Do not slam the door! (2019)
- Decolonize Your Mind Society: A Courteous Invitation to an Uninhabited Anabatic Prism (2020)[2]

### Filmzenéi
- Kolorádó kid (2010)
- Álom hava (2017)

### Színházi előadás zenéje
- Szoborrá avatom (2013)

## Díjak
- 2007-ben Ávéd Jánossal és Varga Bendegúzzal megnyerte a Magyar Jazz Szövetség Jazz Combo versenyét, egy évre rá pedig a Siófokon megrendezett Nemzetközi Jazz Versenyen második helyezést értek el Ávéd Jánossal, Csongádi Gáborral és G. Szabó Hunorral.
- 2012-ben az év jazzlemeze: Dresch Quartet Fuhun című lemez.
- 2018-ban Fonogram-díj The Qualitons Echo Callings lemezével.